# Beaurepaire (Oise)
Beaurepaire település Franciaországban, Oise megyében. Lakosainak száma 64 fő (2022. január 1.). Beaurepaire Brenouille, Fleurines, Pont-Sainte-Maxence és Verneuil-en-Halatte községekkel határos.

## Népesség
A település népességének változása:
| Lakosok száma | 60   | 63   | 67   | 67   | 66   | 66   | 65   | 65   | 64   |
|               | 2013 | 2015 | 2016 | 2017 | 2018 | 2019 | 2020 | 2021 | 2022 |